# Johan Axehielm
Johan Henriksson Axehielm, född 3 augusti 1608 i Norrköping, död 12 november 1692 i Uppsala, var en svensk fornforskare.

## Biografi
Johan Axehielm föddes 1608 i Norrköping som son till handlaren Johan Henrik de Gebern och Valborg Andersdotter. Han blev 27 augusti 1625 student vid Uppsala universitet och blev 1629 auditör i Svea hovrätt, med ed 14 december 1629. Axehielm blev 20 maj 1630 antikvarie och 5 april 1633 sekreterare i Åbo hovrätt. Han blev 20 november 1633 advokatfiskal i Åbo hovrätt och17 november 1636 assessor i hovrätten. Från 25 juni 1641 var han även bergmästare i Finland. Axehielm stängdes av från sin tjänst 3 juni 1643 och blev 10 december 1647 underlagman i Norrfinne lagsaga, vilken fattning han uppsade 1649. Han adlades 20 november 1651 till Axehielm och introducerades 1652 i Sveriges Riddarhus som nummer 547.
Under det att han för sin försörjning studerade juridik ägnade han sig samtidigt åt sitt intresse för antikviteter och besökte Johannes Bureus föreläsningar, och fick därigenom förordnande av honom att genomresa Sverige för att där uppsöka och avteckna fornlämingar. År 1652 utnämndes Axehielm till riksantikvarie, en befattning han innehade fram till 1657 då Laurentius Bureus efterträdde honom. Han tog då säte där som en av dess assessorer. Efter Georg Stiernhielms död 1672 blev han ordförande för samma verk, en post han innehade fram till 1675.
Axehielm blev  även indragen i häxprocesserna under 1670-talet. I december 1674 delades stora norrlandskommissionen i två: norra norrlandskommissionen under Jöns Wallvik och södra norrlandskommissionen under Johan Axehielm. Den senare handhade bland annat häxprocessen i Gävle.
Axehielm avled 1692 i Uppsala och begravdes i Helga Trefaldighets kyrka, där hans vapen sattes upp.

### Familj
Axehielm gifte sig första gången 9 december 1629 med Catharina Burea (1601–1678), dotter till antikvarien Johannes Bureus och Margareta Bång. De fick tillsammans studenten Henrik Axehielm (1641–1653) vid Uppsala universitet, Catharina Axehielm som var gift med läkaren Åke Silfversparre, Margareta Axehielm (död 1672), som var gift med överstelöjtnanten Göran Sabelfana, och tre söner som dog som barn.
Axehielm gifte sig andra gången 1679 med Christina Cecilia Transehe von Roseneck, dotter till vice presidenten Joachim Transehe von Roseneck och Magdalena Roseneck. Detta äktenskap var barnlöst och han slät själv sin ätt.